# KHDRBS1
KHDRBS1 (англ. KH RNA binding domain containing, signal transduction associated 1) – білок, який кодується однойменним геном, розташованим у людей на короткому плечі 1-ї хромосоми.  Довжина поліпептидного ланцюга білка становить 443 амінокислот, а молекулярна маса — 48 227.
| 10         |  | 20         |  | 30         |  | 40         |  | 50         |
| ---------- |  | ---------- |  | ---------- |  | ---------- |  | ---------- |
| MQRRDDPAAR |  | MSRSSGRSGS |  | MDPSGAHPSV |  | RQTPSRQPPL |  | PHRSRGGGGG |
| SRGGARASPA |  | TQPPPLLPPS |  | ATGPDATVGG |  | PAPTPLLPPS |  | ATASVKMEPE |
| NKYLPELMAE |  | KDSLDPSFTH |  | AMQLLTAEIE |  | KIQKGDSKKD |  | DEENYLDLFS |
| HKNMKLKERV |  | LIPVKQYPKF |  | NFVGKILGPQ |  | GNTIKRLQEE |  | TGAKISVLGK |
| GSMRDKAKEE |  | ELRKGGDPKY |  | AHLNMDLHVF |  | IEVFGPPCEA |  | YALMAHAMEE |
| VKKFLVPDMM |  | DDICQEQFLE |  | LSYLNGVPEP |  | SRGRGVPVRG |  | RGAAPPPPPV |
| PRGRGVGPPR |  | GALVRGTPVR |  | GAITRGATVT |  | RGVPPPPTVR |  | GAPAPRARTA |
| GIQRIPLPPP |  | PAPETYEEYG |  | YDDTYAEQSY |  | EGYEGYYSQS |  | QGDSEYYDYG |
| HGEVQDSYEA |  | YGQDDWNGTR |  | PSLKAPPARP |  | VKGAYREHPY |  | GRY        |

A: Аланін

C: Цистеїн

D: Аспарагінова кислота

E: Глутамінова кислота

F: Фенілаланін

G: Гліцин

H: Гістидин

I: Ізолейцин

K: Лізин

L: Лейцин

M: Метіонін

N: Аспарагін

P: Пролін

Q: Глутамін

R: Аргінін

S: Серин

T: Треонін

V: Валін

W: Триптофан

Кодований геном білок за функцією належить до фосфопротеїнів. 
Задіяний у таких біологічних процесах як процесінг мРНК, транскрипція, регуляція транскрипції, клітинний цикл, ацетиляція. 
Білок має сайт для зв'язування з РНК. 
Локалізований у ядрі, мембрані.